# Backstreet Boys (album)
Backstreet Boys is het debuutalbum van de Backstreet Boys uit 1996.

## Tracklist
1. We've Got It Goin' On
2. Anywhere For You
3. Get Down (You're The One For Me)
4. I'll Never Break Your Heart
5. Quit Playing Games (With My Heart)
6. Boys Will Be Boys
7. Just To Be Close to You
8. I Wanna Be With You
9. Every Time I Close My Eyes
10. Darlin'
11. Let's Have a Party
12. Roll With It
13. Nobody But You

Bonustracks
1. Don't Leave Me
2. We've Got It Goin' On (Marcus radio mix)
3. I Wanna Be With You (Amadin's club mix)

## Singles van dit album
Achter de singles staat de hoogste positie in de Nederlandse hitlijsten vermeld.
- We've Got It Goin' On - NL #5
- I'll Never Break Your Heart - NL #3
- Get Down (You're The One For Me) - NL #3
- Quit Playing Games (With My Heart) - NL #5
- Anywhere For You - NL #5